# Włodzimierz Przybylski
Włodzimierz Andrzej Przybylski (ur. 13 marca 1940) – polski inżynier, profesor nauk technicznych, specjalista w zakresie budowy i eksploatacji maszyn, prorektor Politechniki Gdańskiej.

## Życiorys
W 1963 ukończył studia na Wydziale Mechanicznym Politechniki Gdańskiej, uzyskiwał następnie stopnie doktora i doktora habilitowanego. 30 lipca 1993 otrzymał tytuł profesora nauk technicznych. Zawodowo związany z Politechniką Gdańską, gdzie doszedł do stanowiska profesora zwyczajnego. Pełnił szereg funkcji w strukturze tej uczelni, m.in. zastępcy dyrektora Instytutu Technologii Budowy Maszyn (1979–1983), prodziekana (1984–1987) i dziekana (1987–1990) Wydziału Mechanicznego Technologicznego, dziekana Wydziału Technologii Maszyn i Organizacji Produkcji (1990–1991), dziekana Wydziału Mechanicznego (1992–1993), kierownika Zakładu Projektowania i Automatyzacji Procesów Technologicznych (1991–2009) oraz Katedry Technologii Maszyn i Automatyzacji Produkcji (1993–2009). Przez dwie kadencje (1996–2002) był prorektorem PG ds. rozwoju.
Został również wykładowcą Państwowej Wyższej Szkoły Zawodowej w Elblągu, członkiem Komitetu Budowy Maszyn Polskiej Akademii Nauk, członkiem rad redakcyjnych i programowych periodyków branżowych, przewodniczącym rady naukowej Międzynarodowych Targów Gdańskich oraz członkiem Akademii Inżynierskiej w Polsce.
W pracy naukowej zajmuje się zagadnieniami z zakresu inżynierii warstwy wierzchniej, obróbki nagniataniem, projektowania procesów technologicznych, systemów produkcyjnych i technologii maszyn. Jest autorem lub współautorem kilkunastu patentów.

## Odznaczenia i wyróżnienia
- Krzyż Komandorski Orderu Odrodzenia Polski (2011)[2]
- Krzyż Oficerski Orderu Odrodzenia Polski (2001)[3]
- Krzyż Kawalerski Orderu Odrodzenia Polski (1994)[4]
- Złoty Krzyż Zasługi (1984)
- Medal Komisji Edukacji Narodowej (1990)